# Għar ta’ Għejżu
Għar ta’ Għejżu ist ein archäologischer Fundort auf der maltesischen Insel Gozo. Die reichen Keramikfunde in der Höhle stammen aus der Ġgantija-Phase der maltesischen Tempelkultur (3600–3200 v. Chr.).

## Beschreibung

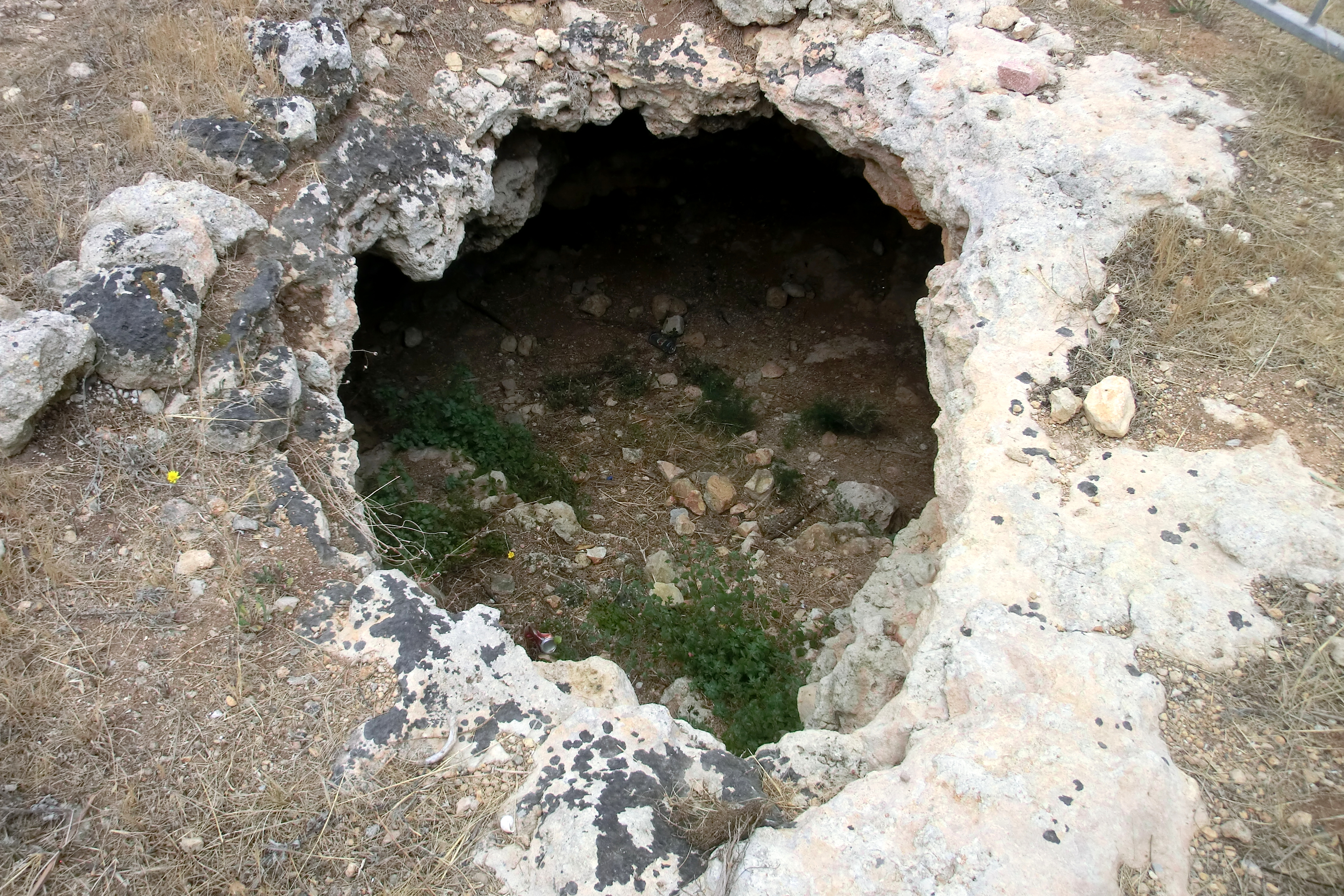
Zweiter Einstieg in die Għejżu-Höhle

Die archäologische Fundstätte befindet sich im Süden der Ortschaft Xagħra, etwa 300 m westlich der beiden Tempel von Ġgantija und direkt an der Haupt- und Geschäftsstraße Vjal 8 ta’ Settembru. Weitere Ausgrabungsstätten in der näheren Umgebung sind der etwa 150 Meter südwestlich gelegene Xagħra Stone Circle (Brochtorff Circle) und der Santa-Verna-Tempel, der ungefähr 680 m westlich auf einem Feld zu finden ist.
Die natürliche Höhle ist 13 Meter lang, 6 Meter breit und zwischen 0,9 und 1,5 Metern hoch. Sie weist zwei Öffnungen auf – einen engen Zugang im Süden und ein rundes Loch, möglicherweise das Resultat eines Deckeneinsturzes, im Norden. Auf dem darüber befindlichen Felsplateau sind verschiedene Megalithstrukturen identifiziert worden, darunter wahrscheinlich ein Dolmen. Die Frage, ob ein Zusammenhang zwischen ihnen und der Höhle besteht, kann gegenwärtig nicht beantwortet werden. Die Għejżu-Höhle wurde 1933 entdeckt und anschließend sofort ausgeräumt. Es wurden ausschließlich Keramikscherben aus der Ġgantija-Phase gefunden. Einige trugen Spuren von rotem Ocker, der in der maltesischen Prähistorie für Höhlenmalereien, zum Dekorieren von Keramik und bei der Bestattung von Toten Verwendung fand.
Die Għejżu-Höhle ist unter der Inventarnummer 44 in der Liste der Kulturgüter von Malta aufgeführt.